# Đăk Ang
Đăk Ang là một xã thuộc huyện Ngọc Hồi, tỉnh Kon Tum, Việt Nam.

## Địa lý
Xã Đăk Ang nằm ở phía bắc huyện Ngọc Hồi, có vị trí địa lý:
- Phía bắc giáp huyện Đăk Glei
- Phía nam giáp huyện Đăk Tô
- Phía tây giáp xã Đắk Dục và xã Đăk Nông
- Phía đông huyện Tu Mơ Rông.

Xã Đắk Ang có diện tích 139,53 km², dân số năm 2019 là 4.711 người, mật độ dân số đạt 34 người/km².
Tổng dân số 31/12/2019 là 4.784 người. Dân cư chủ yếu là người Xơ Đăng là 4.554 người, (chiếm 95,19% dân số toàn xã), người Kinh gồm 185 người (chiếm 3,87%), người dân tộc thiểu số khác chiếm 0,94% (Giẻ Triêng là 76 người, Ba Na là 14 người).

## Hành chính
Xã Đăk Ang được chia thành 6 thôn, làng: Đăk Giá I, Đăk Giá II, Đăk Sút, Gia Tun, Long Zôn, Đăk Blai.

## Kinh tế - xã hội
Đăk Ang là xã đặc biệt khó khăn. Tỷ lệ hộ nghèo chiếm tới 27,42%. Xã hiện mới chỉ đạt được 8 trên tổng số 19 chỉ tiêu xã nông thôn mới.
Người dân sinh sống chủ yếu bằng trồng trọt (sắn, lúa nước) và cây công nghiệp (chủ yếu là bời lời, cà phê).